# Vinton (Iowa)
Vinton ist eine Stadt (mit dem Status „City“) und Verwaltungssitz des Benton County im US-amerikanischen Bundesstaat Iowa. Im Jahr 2010 hatte Vinton 5257 Einwohner, deren Zahl sich bis 2013 auf 5181 verringerte. Das U.S. Census Bureau hat bei der Volkszählung 2020 eine Einwohnerzahl von 4.938 ermittelt.
Vinton ist Bestandteil der Metropolregion um die Stadt Cedar Rapids.

## Geografie
Vinton liegt im Osten Iowas am rechten Ufer des Cedar River, der über den Iowa River zum Stromgebiet des Mississippi gehört. Dieser bildet rund 100 km östlich die Grenze Iowas zu Wisconsin und Illinois. Die Grenze Iowas zu Minnesota verläuft rund 160 km nördlich und rund 200 km südlich der Stadt verläuft die Grenze zu Missouri.
Die geografischen Koordinaten von Vinton sind 42°10′07″ nördlicher Breite und 92°01′25″ westlicher Länge. Das Stadtgebiet erstreckt sich über eine Fläche von 12,51 km².
Nachbarorte von Vinton sind Brandon (18,5 km nördlich), Urbana (19,7 km nordöstlich), Center Point (27,4 km östlich), Shellsburg (17,7 km südöstlich), Newhall (24,5 km südsüdöstlich), Van Horne (23,6 km südsüdwestlich), Garrison (12,5 km westsüdwestlich), Dysart (26,4 km westlich), Mount Auburn (14,1 km nordwestlich) und La Porte City (27,6 km in der gleichen Richtung).
Vinton liegt zwischen den Städten Cedar Rapids (45,1 km südöstlich) und Waterloo (51,8 km nordwestlich). Die nächstgelegenen weiteren größeren Städte sind Wisconsins Hauptstadt Madison (295 km ostnordöstlich), Rockford in Illinois (295 km östlich), Chicago in Illinois (434 km in der gleichen Richtung), die Quad Cities in Iowa und Illinois (173 km südöstlich), St. Louis in Missouri (505 km südsüdöstlich), Kansas City in Missouri (489 km südsüdwestlich), Iowas Hauptstadt Des Moines (178 km westsüdwestlich), Nebraskas größte Stadt Omaha (401 km in der gleichen Richtung), Sioux City (397 km westlich), South Dakotas größte Stadt Sioux Falls (534 km westnordwestlich), Rochester in Minnesota (239 km nordnordwestlich) und die Twin Cities in Minnesota (374 km in der gleichen Richtung).

## Verkehr
Im Zentrum von Vinton treffen der U.S. Highway 218 und der Iowa Highway 150 zusammen. Alle weiteren Straßen sind untergeordnete Landstraßen, teils unbefestigte Fahrwege sowie innerörtliche Verbindungsstraßen.
Entlang des Cedar River verläuft eine Eisenbahnlinie der regionalen Frachtverkehrsgesellschaft Iowa Northern Railway (IANR) durch das Stadtgebiet von Vinton.
Mit dem Vinton Veterans Memorial Airpark befindet sich 6,6 km nördlich ein kleiner Flugplatz. Der nächste Verkehrsflughafen ist der Eastern Iowa Airport in Cedar Rapids (51,4 km südöstlich).

## Bevölkerung
Nach der Volkszählung im Jahr 2010 lebten in Vinton 5257 Menschen in 2187 Haushalten. Die Bevölkerungsdichte betrug 420,2 Einwohner pro Quadratkilometer. In den 2187 Haushalten lebten statistisch je 2,33 Personen.
Ethnisch betrachtet setzte sich die Bevölkerung zusammen aus 97,8 Prozent Weißen, 0,3 Prozent Afroamerikanern, 0,2 Prozent amerikanischen Ureinwohnern, 0,3 Prozent Asiaten sowie 0,2 Prozent aus anderen ethnischen Gruppen; 1,2 Prozent stammten von zwei oder mehr Ethnien ab. Unabhängig von der ethnischen Zugehörigkeit waren 1,0 Prozent der Bevölkerung spanischer oder lateinamerikanischer Abstammung.
24,7 Prozent der Bevölkerung waren unter 18 Jahre alt, 55,8 Prozent waren zwischen 18 und 64 und 19,5 Prozent waren 65 Jahre oder älter. 52,7 Prozent der Bevölkerung waren weiblich.
Das mittlere jährliche Einkommen eines Haushalts lag bei 51.435 USD. Das Pro-Kopf-Einkommen betrug 22.185 USD. 13,5 Prozent der Einwohner lebten unterhalb der Armutsgrenze.

## Bekannte Bewohner
- Adeline De Walt Reynolds (1862–1961) – Schauspielerin – geboren in Vinton
- Bruce C. Heezen (1924–1977) – Geologe – geboren in Vinton
- Sally Pederson (* 1951) – 45. Vizegouverneurin von Iowa (1999–2007) – geboren in Vinton
- Buren Sherman (1836–1904) – 12. Gouverneur von Iowa (1882–1886) – lebte die meiste Zeit seines Lebens in Vinton und ist hier beigesetzt
- Albert C. Willford (1877–1937) – demokratischer Abgeordneter des US-Repräsentantenhauses (1933–1935) – geboren und aufgewachsen in Vinton